# Presidente do Governo Provisório da Irlanda do Sul
O Presidente do Governo Provisório da Irlanda do Sul foi um posto estabelecido em janeiro de 1922, criado após a firmação do Tratado Anglo-Irlandês e se extinguiu com o surgimento oficial do Estado Livre Irlandês em dezembro de 1922. O Presidente era de facto a autoridade máxima da Irlanda, apesar deste ainda ter que jurar lealdade a coroa inglesa.

## Lista de Presidentes do Governo Provisório
| No. | Nome            | Foto | Assumiram o cargo | Deixaram o cargo | Partido                        |
| --- | --------------- | ---- | ----------------- | ---------------- | ------------------------------ |
| 1.  | Michael Collins |      | Janeiro de 1922   | Agosto de 1922   | Sinn Féin (Facção Pró-Tratado) |
| 2.  | W. T. Cosgrave  |      | Agosto de 1922    | Dezembro de 1922 | Sinn Féin (Facção Pró-Tratado) |